# Glasses Malone
Glasses Malone (* 10. Dezember 1978 als Charles Phillip Ivory Penniman) ist ein US-amerikanischer Rapper aus Los Angeles, Kalifornien.

## Werdegang
Glasses Malone wuchs in den Stadtteilen Watts und Compton von Los Angeles auf. Seine ganze Familie war tief in den illegalen Drogenhandel verstrickt – so wurde seine Mutter beispielsweise zu 25 Jahren Gefängnis verurteilt – und er selbst war Mitglied der Jugendbande Crips. Malone beschloss dann jedoch die kriminellen Machenschaften hinter sich zu lassen und sich der Musik zu widmen.
Zunächst war er The Games Label The Black Wall Street Records nahestehend. Als er dann jedoch zwei Alben, The Crack Mixtape (2003) und White Lightning (2005), veröffentlichte, die sich zusammen in fünfstelliger Anzahl verkauften und im Bereich von Los Angeles einige lokale Hits beinhalteten, löste er damit einen Bieterwettstreit verschiedener Major-Labels aus, der von Def Jam, Atlantic Records, Aftermath Entertainment und Sony BMG Music Entertainment geführt wurde. Am Ende des Jahrs 2005 unterschrieb der Rapper einen Vertriebsvertrag über 1,7 Millionen Dollar für sein Imprint Blu Division bei Sony. Allerdings fiel er schon im nächsten Jahr Umstrukturierungen bei Sony zum Opfer, bei denen unter anderem die komplette Abteilung für urbane Musik aufgelöst wurde, sodass er ohne Veröffentlichung 2007 aus seinem Vertrag entlassen wurde. Kurze Zeit später unterschrieb er einen neuen Vertrag, diesmal in Zusammenarbeit mit Cash Money Records und dessen Imprint Hoo-Bangin’ von Mack 10.
Als Folge der Zusammenarbeit wurde schließlich die Single Certified mit Akon veröffentlicht, die der Vorbote von seinem Album Beach Cruiser sein sollte und mit der er erstmals auch landesweit Aufmerksamkeit in den USA erlangte. Die Single schaffte es bis auf Platz 85 der Hot R&B/Hip-Hop Songs Charts des Billboard-Magazins. Dennoch wurde das Album einige Male verschoben und es kamen zunächst einige weitere Singles nach.
Erst 2011 erschien schließlich Glasses Malones Debüt, womit er eine Woche lang den letzten Platz der Billboard 200 belegte. Im nächsten Jahr erzielte er einen weiteren Charterfolg, als er auf Heidi Annes Stück When the Sun Comes Up neben T-Pain, Lil Wayne und Rick Ross vertreten war und damit in den deutschen Charts Position 76 erreichte.
Trotzdem dauerte es bis 2015 bis sein nächster Langspieler veröffentlicht wurde. #GH2: Life Ain’t Nuthin’ But blieb jedoch noch deutlich hinter den Verkaufszahlen des Erstlings zurück und gelangte in keine Charts.

## Diskografie

### Alben
- 2011: Beach Cruiser
- 2015: #GH2: Life Ain′t Nuthin′ But

### Kompilationen
- 2008: Glasses Malone presents Monster′s Ink.

### Mixtapes
- 2003: The Crack Mixtape

### Singles
- 2007: Certified feat. Akon
- 2008: Haterz feat. Lil Wayne & Birdman
- 2009: Sun Come Up feat. Rick Ross, T-Pain & Birdman
- 2010: I Get Doe feat. The Cataracs
- 2010: Club Certified feat. Akon, Kylian Mash
- 2012: Weekend mit Carolina Marquez vs. JayKay & Lil Wayne
- 2015: I’m from Los Angeles Pt. 1